# 28. ceremonia wręczenia nagród Gildii Aktorów Ekranowych
28. ceremonia wręczenia nagród Gildii Aktorów Ekranowych za rok 2021, odbyła 27 lutego 2022 roku tradycyjnie w Shrine Exposition Center w Los Angeles.
Galę wręczenia nagród będzie transmitowała stacja TNT. Nagrody zostały przyznane za wybitne osiągnięcia w sztuce aktorskiej w minionym roku. Wyboru dokonuje blisko 165. tysięcy członków Gildii Aktorów Ekranowych.
Nominacje do nagród ogłoszone zostały 12 stycznia 2022 roku, a prezentacji dokonały Rosario Dawson i Vanessa Hudgens przy udziale wiceprezydenta SAG-AFTRA Gabrielle Carteris podczas transmisji na Instagramie SAG-AFTRA.

## Laureaci i nominowani
Źródło

### Najlepszy występ aktora w roli głównej
- Will Smith – King Richard. Zwycięska rodzina jako Richard Williams
  - Andrew Garfield – Tick, tick... BOOM! jako Jonathan Larson
  - Javier Bardem – Being the Ricardos jako Desi Arnaz
  - Benedict Cumberbatch – Psie pazury jako Phil Burbank
  - Denzel Washington – Tragedia Makbeta jako Makbet

### Najlepszy występ aktorki w roli głównej
- Jessica Chastain – Oczy Tammy Faye jako Tammy Faye Bakker
  - Nicole Kidman – Being the Ricardos jako Lucille Ball
  - Olivia Colman – Córka jako Leda Caruso
  - Lady Gaga – Dom Gucci jako Patrizia Reggiani
  - Jennifer Hudson – Respekt – królowa soul jako Aretha Franklin

### Najlepszy występ aktora w roli drugoplanowej
- Troy Kotsur – Coda jako Frank Rossi
  - Ben Affleck – Bar dobrych ludzi jako Charlie Maguire
  - Bradley Cooper – Licorice Pizza jako Jon Peters
  - Jared Leto – Dom Gucci jako Paolo Gucci
  - Kodi Smit-McPhee – Psie pazury as Peter Gordon

### Najlepszy występ aktorki w roli drugoplanowej
- Ariana DeBose – West Side Story jako Anita
  - Caitriona Balfe – Belfast jako Ma
  - Cate Blanchett – Zaułek koszmarów jako dr Lilith Ritter
  - Kirsten Dunst – Psie pazury jako Rose Gordon
  - Ruth Negga – Pomiędzy jako Clare Bellew

### Najlepszy filmowy zespół aktorski
- Coda
  - Belfast
  - Nie patrz w górę
  - Dom Gucci
  - King Richard. Zwycięska rodzina

### Najlepszy filmowy zespół aktorski kaskaderski
- Nie czas umierać
  - Czarna Wdowa
  - Diuna
  - Matrix Zmartwychwstania
  - Shang-Chi i legenda dziesięciu pierścieni

### Najlepszy aktor w filmie telewizyjnym lub serialu limitowanym
- Michael Keaton – Lekomania (Hulu) jako dr Samuel Finnix
  - Murray Bartlett – Biały Lotos (HBO) jako Armond
  - Oscar Isaac – Scenes from a Marriage (HBO) jako Jonathan Levy
  - Ewan McGregor – Halston (Netflix) jako Halston
  - Evan Peters – Mare z Easttown (HBO) jako Detective Colin Zabel

### Najlepsza aktorka w filmie telewizyjnym lub serialu limitowanym
- Kate Winslet – Mare z Easttown (HBO) jako Marianne "Mare" Sheehan
  - Jennifer Coolidge – Biały Lotos (HBO) jako Tanya McQuoid
  - Cynthia Erivo – Geniusz: Aretha (National Geographic) jako Aretha Franklin
  - Margaret Qualley – Maid (Netflix) jako Alexandra "Alex" Russell
  - Jean Smart – Mare z Easttown (HBO) jako Helen Fahey

### Najlepszy aktor w serialu dramatycznym
- Lee Jung-jae – Squid Game (Netflix) jako Seong Gi-hun
  - Brian Cox – Sukcesja (HBO) jako Logan Roy
  - Billy Crudup – The Morning Show (Apple TV+) jako Cory Ellison
  - Kieran Culkin – Sukcesja (HBO) jako Roman Roy
  - Jeremy Strong – Sukcesja (HBO) jako Kendall Roy

### Najlepsza aktorka w serialu dramatycznym
- HoYeon Jung – Squid Game (Netflix) jako Kang Sae-byeok
  - Jennifer Aniston – The Morning Show (Apple TV+) jako Alexandra "Alex" Levy
  - Elisabeth Moss – Opowieść podręcznej (Hulu) jako June Osborne
  - Sarah Snook – Sukcesja (HBO) jako Siobhan "Shiv" Roy
  - Reese Witherspoon – The Morning Show (Apple TV+) jako Bradley Jackson

### Najlepszy aktor w serialu komediowym
- Jason Sudeikis – Ted Lasso (Apple TV+) jako Ted Lasso
  - Michael Douglas – The Kominsky Method (Netflix) jako Sandy Kominsky
  - Brett Goldstein – Ted Lasso (Apple TV+) jako Roy Kent
  - Steve Martin – Zbrodnie po sąsiedzku (Hulu) jako Charles Haden-Savage
  - Martin Short – Zbrodnie po sąsiedzku (Hulu) jako Oliver Putnam

### Najlepsza aktorka w serialu komediowym
- Jean Smart – Hacks (HBO Max) jako Deborah Vance
  - Elle Fanning – Wielka (Hulu) jako Catherine the Great
  - Sandra Oh – Pani dziekan (Netflix) jako Ji-Yoon Kim
  - Juno Temple – Ted Lasso (Apple TV+) jako Keeley Jones
  - Hannah Waddingham – Ted Lasso (Apple TV+) jako Rebecca Welton

### Najlepszy zespół aktorski w serialu dramatycznym
- Sukcesja
  - Opowieść podręcznej
  - The Morning Show
  - Squid Game
  - Yellowstone

### Najlepszy zespół aktorski w serialu komediowym
- Ted Lasso
  - Wielka
  - Hacks
  - The Kominsky Method
  - Zbrodnie po sąsiedzku

### Najlepszy zespół kaskaderski w serialu telewizyjnym
- Squid Game (Netflix)
  - Cobra Kai (Netflix)
  - Falcon i Zimowy Żołnierz (Disney+)
  - Loki (Disney+)
  - Mare z Easttown (HBO)